# Фодди, Беннетт
Беннетт Фодди — австралийский дизайнер видеоигр, базирующийся в Нью-Йорке. Выросший в Австралии и получивший образование философа-моралиста по вопросам наркомании, Фодди был басистом в электронной музыкальной группе Cut Copy и геймдизайнером-любителем, пока заканчивал свою диссертацию. Во время своих постдокторских исследований в Принстонском университете и работы в Оксфордском университете Фодди разрабатывал игры очень высокой сложности, включая QWOP (2008), которая стала интернет-сенсацией в конце 2010 года с появлением новых онлайн-инструментов для обмена социальными сетями. Позже он стал инструктором в игровом центре Нью-Йоркского университета. Его самая известная игра, помимо QWOP, — Getting Over It with Bennett Foddy, философская платформерная игра, основанная на физике, выпущенная в 2017 году.

## Ранняя жизнь
Беннетт Фодди вырос в Австралии. Его родители были учёными. Он изучал философию в колледже и работал научным сотрудником в этой области, когда его друг детства Дэн Уитфорд основал австралийскую электронную группу Cut Copy. Уитфорд был единственным автором первого альбома, но обратился к друзьям с просьбой расширить состав группы. Фодди играл на басу, несмотря на то, что у него было мало опыта. Когда его обязанности в группе вступили в противоречие с изучением философии, он выбрал последнее. В конце 2003 года Фодди получил докторскую степень по философии в Мельбурнском университете, интересуясь когнитивными науками и человеческими зависимостями, и покинул Cut Copy в 2004 году. Он также сказал, что гастрольная жизнь, состоящая из ожидания и вечеринок, не соответствует его характеру.

## Карьера
Фодди сказал, что его лучшая дизайнерская работа произошла, когда он откладывал другую работу. Он научился программировать и разрабатывать игры в 2006 году по онлайн-учебникам, работая над своей философской диссертацией. В его первой флеш-игре Too Many Ninjas (2007) игроки защищали свой неподвижный аватар ниндзя от надвигающихся ниндзя. Игрок в основном полагается на рефлексы и небольшой набор кнопок. Игра была воспринята позитивно, что поощряло Фодди продолжать заниматься гейм-дизайном, однако он был вынужден скрывать это хобби от коллег, чтобы не прослыть учёным, который не полностью посвящает себя своей философской работе.

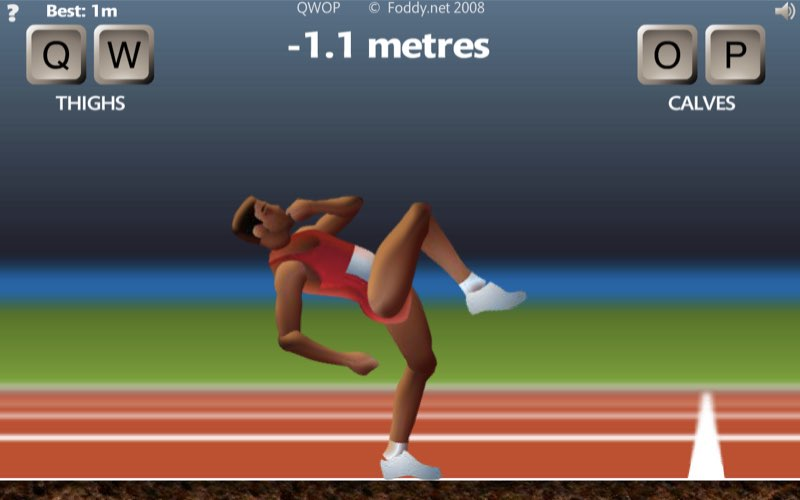
Название QWOP относится к четырём клавишам клавиатуры, используемым для перемещения мышц аватара спринтера

Он переехал в Соединённые Штаты в качестве постдокторского исследователя в Принстонском университете с 2007 по 2010 год. Фодди писал философские статьи и читал лекции на темы наркомании. Тем временем он разработал ещё одну простую игру, QWOP, для выпуска в 2008 году, в которой игрок использует четыре клавиши клавиатуры из названия игры, чтобы управлять мышцами олимпийского спринтера. Игра имела скромный успех при выпуске, но стала интернет-сенсацией и одним из его самых узнаваемых названий после её популяризации на быстрорастущих сайтах Stumbleupon, Reddit и YouTube в конце 2010 года. QWOP пользовался вниманием, необычным для инди-игр такого масштаба. Kill Screen включил название в свое мероприятие в Музее современного искусства в 2011 году, а в 2012 году оно появилось в американском телешоу The Office. Когда его постдокторская работа закончилась, карьера Фодди в области геймдизайна затмила его философскую карьеру с помощью QWOP, но до того, как он выбрал первое, Фодди занимал должность заместителя директора Института науки и этики Оксфордского университета.

## Разработанные игры
- Too Many Ninjas (2007)
- QWOP (2008)
- VVVVVV (именованные комнаты) (2010)
- GIRP (2011)[7]
- Poleriders (2011)[8]
- CLOP (2012)[9][10]
- Get On Top (2012)[11]
- Bennett Foddy’s Speed Chess (2013)
- Cheque Please (2013, совместно с Пендлтон Уорд. Не вышла.)[12][13]
- Zebra (2016)
- Multibowl (2016)
- Getting Over It with Bennett Foddy (2017)
- Universal Paperclips (2017, совместно с Фрэнк Ланц)
- Ape Out (с Гейбом Куццилло; 2019)
- Zipper (2022, поставляется с приставкой Playdate)
- Baby Steps (2024)